# Juge d'instruction en France
Un juge d'instruction est, en France, un magistrat de l'ordre judiciaire chargé d'instruire à charge et à décharge les procédures pénales. La loi lui confère donc un rôle de direction des enquêtes voire d'enquêteur (il détermine la stratégie et les orientations d'enquête, les investigations à effectuer, et peut réaliser lui-même les actes d'enquête) ainsi qu'un rôle juridictionnel (mise en examen lorsqu'il existe des indices graves ou concordants contre une personne ; appréciation des suites à donner à l'instruction : renvoi devant une juridiction ou non-lieu).
Il ne peut pas se saisir d'office et ne peut effectuer d'enquête que dans la stricte limite de sa saisine, cette limite étant fixée par le procureur de la République, même si les poursuites interviennent à la demande de la victime. Cela s'explique par le principe de l'opportunité des poursuites, conféré par la loi au procureur de la République, ainsi que par l'interdiction sauf exception, pour un magistrat de se saisir d'office car cela pourrait remettre en cause son impartialité.
Dès lors qu'un juge d'instruction est saisi, il est selon la loi seul compétent pour effectuer les actes d'enquête (perquisitions, surveillances, constatations...) et les services d'enquête (police ou gendarmerie) sont alors dessaisis à son profit. Néanmoins, compte-tenu du nombre d'affaires qu'il gère (une centaine, en moyenne), il n'est pas envisageable qu'il puisse effectuer lui-même chaque acte d'enquête, faute de temps et de moyens. Il peut donc faire appel à des officiers de police judiciaire pour effectuer les investigations, à qui il délègue ses pouvoirs par le biais de commissions rogatoires. Il décide du service d'enquête qu'il veut saisir (police ou gendarmerie ; service de police ou de gendarmerie spécialisé ou non...). Il ne peut néanmoins déléguer certains de ses pouvoirs les plus importants et notamment l'interrogatoire d'une personne mise en examen (celle-ci ne peut plus être placée en garde à vue et ne peut être entendue que par le juge d'instruction). Seul le juge d'instruction peut ordonner des expertises et procéder à certaines perquisitions.
Il effectue son enquête à charge et à décharge et apprécie les demandes d'actes des avocats de la défense ou de la partie civile. Si son enquête aboutit à des charges suffisantes sur certains chefs de poursuites, il rend une ordonnance de renvoi devant les juridictions pénales. Sinon, il rend une ordonnance de non-lieu. La plupart des ordonnances sur des affaires complexes sont mixtes (renvoi partiel ou non-lieu partiel) et interviennent fréquemment au fur et à mesure de l'avancement de l'instruction.
Le juge d'instruction peut être affecté à un pôle criminel suivant le tribunal dans lequel il se trouve.

## Historique
Le juge d’instruction est la principale figure du modèle à dominante « inquisitoire » français.
Après la Révolution française de 1789, la procédure pénale pour les crimes est exercée par un jury d’accusation et un jury de jugement (qui deviendra la cour d’assises).
En 1808, Napoléon Ier, dans le code d'instruction criminelle supprime le jury d’accusation pour le remplacer par le juge d’instruction. Une loi du 17 juillet 1856 crée la dualité de fonction d’enquêteur et de juge (détention préventive). En 1958, l’adoption du nouveau code de procédure pénale supprime le lien de subordination entre le juge et le ministère public, le magistrat instructeur devenant un véritable magistrat du siège, et donc indépendant et inamovible. Une chambre d’accusation est créée,.
En 2000, la loi renforçant la protection de la présomption d'innocence et les droits des victimes créée le juge des libertés et de la détention, ce qui a pour effet de retirer au juge d’instruction un certain nombre de pouvoirs, dont celui du placement en détention provisoire. La chambre d’accusation devient chambre de l'instruction.
Depuis les années 1980, plusieurs réformes ont été engagées pour remplacer le juge d’instruction par une instance collégiale, ou pour le supprimer, mais aucune n’a pour l'instant abouti.
En Europe, l'Allemagne et l'Italie ont supprimé le juge d'instruction dans les années 1980, le remplaçant par un procureur totalement indépendant et non nommé par le pouvoir politique. En Espagne, il existe un juge d'instruction comparable au modèle français.

## Rôle du juge d'instruction dans la procédure pénale française

### Principe
Le juge d'instruction a pour mission de faire « tout acte utile à la manifestation de la vérité ». Concrètement, sa mission est donc de mener une enquête (« l'instruction »). Si le juge d'instruction réunit suffisamment d'éléments à charge contre une personne, il peut ordonner la tenue d'un procès pour que cette personne soit jugée par un tribunal. S'il ne réunit pas suffisamment d'éléments contre la personne, il peut ordonner le non-lieu : son enquête s'arrête et aucun procès n'aura lieu.
Afin de mener à bien sa mission, le juge d'instruction dispose de pouvoirs d'enquête très élargis. Depuis la loi no 2000-516 du 15 juin 2000, le juge d'instruction doit demander au juge des libertés et de la détention (JLD) le placement d'un suspect en détention provisoire. C'est le président du tribunal judiciaire qui va désigner le juge d'instruction. Cette désignation a soulevé un contentieux important pour savoir si l'on pouvait exercer une voie de recours. L'article 83-2 considère qu'il s'agit d'une mesure d'administration judiciaire de ce fait insusceptible d'une voie de recours, sauf dans le rare cas d'un pourvoi pour excès de pouvoir.

### Saisine
Un juge ne peut pas s'autosaisir et décider seul d'enquêter. Il est en effet saisi par le parquet ou par une victime qui se constitue partie civile. Il ne peut enquêter que sur les faits matériels dont il est saisi (in rem). Il y a, à cela, une double justification : d'une part, en France, c'est le procureur de la République qui a la maîtrise des enquêtes et des poursuites, le juge d'instruction n'intervenant que par exception. En effet, le principe de l'opportunité des poursuites prévu par le code de procédure pénale confère un monopole quasi exclusif au procureur de la République de décider des suites à donner aux infractions qui sont portés à sa connaissance. Par conséquent, c'est le procureur qui décide seul des infractions dont est saisi le juge d'instruction et ce dernier, s'il a connaissance de nouveaux faits, doit en aviser le parquet qui décidera des suites à y donner en application du principe précité. D'autre part, l'autre raison de ce système est que les règles de saisine du juge d'instruction obéissent au principe d'interdiction pour un magistrat du siège de se saisir d'office — hormis quelques exceptions. En effet, si le juge pouvait s'auto-saisir des faits dont il avait connaissance, cela pourrait remettre en cause son impartialité.
Régulièrement, des débats polémiques animent la vie publique quant au fonctionnement d'un tel système. Il est souvent cité l'exemple selon lequel le procureur de la République pourrait être tenté de ne pas confier une enquête sensible à un juge d'instruction afin de ne pas perdre la main sur celle-ci, notamment dans le cas d'affaires politiques. Cette critique s'expliquerait par la hiérarchisation du parquet, et la subordination des procureurs au ministre de la justice et in fine au pouvoir politique en place. Cette analyse doit toutefois être écartée. Le lien de subordination hiérarchique entre les magistrats du parquet et le ministre de la justice n'est qu'indirect dans la mesure où ce dernier ne peut leur donner que des directives générales de politique pénale. Il est strictement interdit au ministre de la Justice de donner des directives individuelles, à un magistrat en particulier, dans une affaire particulière : ainsi, il n'est pas possible d'enjoindre à un procureur de classer sans suite une affaire, ou de ne pas saisir un juge d'instruction. En tout état de cause, si le procureur de la République ne souhaite pas ouvrir une information judiciaire et que l'affaire est classée sans suite, il est toujours possible pour la victime directe, ou une association dans certains cas, de saisir le juge d'instruction d'une plainte avec constitution de partie civile.
En définitive, le juge d'instruction n'enquête que sur les faits pour lesquels le parquet lui demande d'enquêter, ou si des victimes existent et se constituent partie civile.
En ce qui concerne la compétence du juge d'instruction, l'article 52 du code de procédure pénale est assez large en désignant quatre lieux de compétence :
- le lieu de la commission de l'infraction ;
- le lieu où réside le suspect ;
- le lieu d'arrestation du suspect ;
- le lieu de détention du suspect.

S'il ne s'estime pas compétent, l'article 90 du code de procédure pénale prévoit que le juge d'instruction peut se déclarer incompétent.

## Dessaisissement
Cette notion ne doit pas être confondue avec celle de « remplacement » : le juge d'instruction peut parfaitement être remplacé s'il est en état d'empêchement. Le remplacement peut alors être temporaire ou définitif.
La Cour de cassation est l'unique instance habilitée à prononcer le dessaisissement du dossier d'un juge d'instruction. Seuls le procureur général près la cour d'appel ou le procureur général près la Cour de cassation sont habilités à la saisir. Le président du tribunal judiciaire peut prononcer le dessaisissement du juge, pour des motifs de bonne administration de la justice, de plus, un dossier peut lui être enlevé si celui-ci fait preuve d'une partialité avérée envers le suspect. Ces derniers peuvent agir de leur propre chef ou à la demande des parties. Normalement, le dessaisissement se fait par une ordonnance de clôture de l'instruction.
Le dessaisissement peut être volontaire ou involontaire :
- Le dessaisissement peut être volontaire dans le cadre de l'article 657 du code de procédure pénale : Si deux juges d'instruction sont simultanément saisis de la même infraction, c'est une litispendance. Dans ce cas-là, le ministère public peut, dans l'intérêt d'une bonne administration de la justice, demander à l'un des deux juges de se dessaisir. Le ministère n'a ici qu'une simple faculté. C'est un pouvoir discrétionnaire. L'article 663 du code de procédure pénale prévoit le cas de figure où l'on a deux juges d'instruction qui sont saisis d'infractions connexes ou d'infractions différentes en raison desquelles une même personne est mise en examen.
- Le dessaisissement peut être imposé par l'article 657 du code de procédure pénale : en cas de refus des deux juges, on met en place une procédure de règlement des juges, il va falloir prendre une procédure pour décider quel est le juge qui va être dessaisi de l'affaire. L'article 84 du code de procédure pénale vise une hypothèse de dessaisissement exceptionnel demandé soit par le procureur de la République par une requête motivée, soit à la demande des parties. La décision est insusceptible de recours. L'article 662 du code de procédure pénale dispose que la chambre criminelle de la Cour de cassation peut dessaisir le juge d'instruction en cas de suspicion légitime.

### Indépendance
En contrepartie, le juge est libre d'enquêter comme il l'entend. Personne ne peut lui donner d'ordres et il est libre de mener les investigations qu'il juge utiles. Cette indépendance n'est pas sans contrôle : il y a plusieurs règles applicables. D'abord, « le juge instruit à charge et à décharge » (article 81 du Code de procédure pénale). Le juge doit également instruire dans un délai raisonnable (article 175-2 du Code procédure pénale).
Par ailleurs, l'activité du juge d'instruction est soumise à plusieurs contrôles, notamment celui de la chambre de l'instruction. En outre, les parties (mis en examen, partie civile) et le procureur de la République peuvent interjeter appel de certains actes pris par le juge d'instruction. Il leur est également possible de demander au juge qu'il procède à des investigations. Le magistrat instructeur peut refuser mais doit justifier par écrit sa décision, laquelle est susceptible d'appel.

### Pouvoirs d'enquête
L'article 81 du Code de procédure pénale dispose que le juge d'instruction peut prendre tous les actes d'information qu'il juge utiles à la manifestation de la vérité. Le juge d'instruction est l'enquêteur qui dispose du plus de pouvoirs selon la loi : il peut procéder à l'audition de toute personne, faire comparaître les témoins par la force publique (généralement : police nationale et gendarmerie), décerner des mandats, entendre les parties civiles et les mis en examen, désigner des experts, procéder à des perquisitions et des saisies, ordonner des écoutes téléphoniques, des sonorisations, des géolocalisations, des reconstitutions… 
Toutefois, en pratique, faute de temps, la majorité de ces actes est confiée par le juge d'instruction aux officiers de police judiciaire, par le mécanisme de la commission rogatoire qui est une délégation de pouvoirs. Le mécanisme de la commission rogatoire n'est toutefois pas une obligation pour le juge d'instruction qui peut réaliser personnellement tous les actes d'enquête, à part le placement en garde à vue qui est une prérogative propre des officiers de police judiciaire.
En revanche le magistrat instructeur est seul à pouvoir désigner des experts par le biais d'ordonnances de commission d'expert, ce pouvoir ne pouvant faire l'objet d'une délégation de compétence. De même, la partie civile et le mis en examen ne peuvent être entendus que par le juge d'instruction sauf rares exceptions (notamment si la partie civile accepte d'être entendue sur commission rogatoire).
L'essentiel du travail du juge d'instruction consiste à : 
- Diriger l'enquête (en rencontrant les enquêteurs, en lançant des commissions rogatoires, des expertises…) en veillant à ce que celle-ci soit effectuée à charge et à décharge. La stratégie d'enquête appartient donc au juge d'instruction qui décide du moment opportun pour les interpellations, perquisitions… Le juge d'instruction peut ainsi se rendre sur place pour contrôler la bonne exécution des commissions rogatoires qu'il délivre ;

- Interroger les mis en examen, auditionner les parties civiles et témoins, organiser des confrontations. Dans ce cas, il prépare les interrogatoires et auditions, en lisant au préalable le dossier d'enquête, les éléments qu'il a réunis, pour ainsi réfléchir aux questions à poser, afin de provoquer les explications des personnes sur ces éléments ;

- il est possible pour le juge d'instruction de procéder lui-même à des perquisitions, des saisies notamment dans le cadre d'affaires particulièrement sensibles. Dans ce cas, il peut se faire assister des officiers de police judiciaire ;

- le juge d'instruction organise également les reconstitutions.

### Pouvoirs juridictionnels
Le juge d'instruction peut prononcer des mesures qui ont un caractère juridictionnel, que ne peut donc prononcer un enquêteur. Le juge d'instruction peut mettre en examen une personne, c'est-à-dire lui notifier qu'il existe contre elle un certain nombre d'éléments qui laissent à penser qu'elle a commis une infraction. Selon la loi, la mise en examen correspond à l'existence d'indices graves ou concordants rendant vraisemblable que la personne a commis une infraction.
Le terme « inculpé » a été remplacé en 1994 par l'expression « mis en examen ». Le mis en examen peut être toute personne qui paraît avoir participé à l'infraction, soit comme auteur, soit comme complice. Le juge d'instruction peut mettre en examen toute personne contre laquelle il existe des indices graves ou concordants d'avoir commis l'infraction faisant l'objet de sa saisine (la saisine du juge d'instruction n'est pas limitée in personam mais seulement in rem, c'est-à-dire quant aux faits commis). Si le juge d'instruction découvre de nouveaux faits au cours de son enquête, il peut procéder à des actes d'enquête sommaires mais doit ensuite rapidement les porter à la connaissance du procureur de la République. Ce dernier, en vertu du principe de l'opportunité des poursuites, pourra les classer sans suite, procéder à une alternative aux poursuites, poursuivre devant la juridiction de jugement...ou saisir ce même juge d'instruction par le biais d'un réquisitoire supplétif (ou un autre juge d'instruction par réquisitoire introductif).
Le mis en examen a un certain nombre de droits, mais surtout peuvent peser contre lui des obligations. Le juge d'instruction peut le placer sous contrôle judiciaire, c'est-à-dire lui intimer de respecter certaines obligations, comme se soigner ou encore ne pas rencontrer telle personne. Le juge d'instruction peut également saisir un autre magistrat, le juge des libertés et de la détention, pour placer une personne en détention provisoire. Depuis la loi Guigou sur la présomption d'innocence, entrée en vigueur le 1er janvier 2001, le juge d'instruction ne peut plus décider seul de placer une personne en prison. En effet, cette loi a institué un autre magistrat, le juge des libertés et de la détention, qui intervient également, et qui prend, in fine, la décision. Le juge d'instruction peut, par contre, toujours libérer quelqu'un qui est en détention provisoire. Dans un arrêt de la Chambre criminelle du 6 février 1996, la Cour de cassation précise que le juge d'instruction peut sans excéder ses pouvoirs procéder à des actes qui, présentant un caractère non coercitif, lui permettent de conserver la situation. Il a donc la possibilité de prendre des mesures conservatoires mais pas celle d'exercer des pouvoirs invasifs. Il ne peut que conserver l'état des choses.
Enfin, à l'issue de l'enquête, le juge décide s'il y a des charges suffisantes pour renvoyer les mis en examen devant un tribunal ou les mettre en accusation devant une cour d'assises. Autrement dit, les indices graves ou concordants ayant justifié la mise en examen doivent se transformer en charges suffisantes pour permettre le renvoi de la personne devant la juridiction de jugement. Le juge ne se prononce donc pas sur la culpabilité (car cela est du ressort d'un tribunal), mais simplement sur le caractère suffisant des charges (y a-t-il suffisamment d'éléments pour permettre la tenue d'un procès afin que ces éléments soient contradictoirement discutés par les parties devant un tribunal ?). S'il n'y a pas assez de charges, le juge d'instruction rend une ordonnance de non-lieu. Il arrive aussi que l'on ne trouve pas le coupable. Si de nouveaux éléments à charge apparaissent, alors qu'une ordonnance de non-lieu pour charges insuffisantes a été prise, le procureur de la République peut demander au juge d'instruction d'instruire à nouveau l'affaire. Si le non-lieu a été décidé pour une cause légale (les faits ne constituent pas une infraction, par exemple) l'ordonnance est irrévocable.
Le juge d'instruction pourra également prendre une ordonnance de refus d'informer si les faits sont radicalement insusceptibles de poursuites ou si l'action publique est prescrite. L'ordonnance de refus d'informer est susceptible d'appel. Le juge d'instruction aura la possibilité d'instruire sur des faits qui sont connexes ou sur des circonstances aggravantes.
S'il y a des charges suffisantes, le juge d'instruction rend une ordonnance de renvoi devant le tribunal correctionnel (ORTC) s'il s'agit de délits ou d'une ordonnance de mise en accusation devant la cour d'assises (OMA) s'il s'agit de crimes.

### Caractère contradictoire de l'instruction
Par principe, l'instruction n'est pas contradictoire. Elle est en partie secrète. Elle a été conçue sur un modèle strictement inquisitorial. Progressivement, elle a été modifiée pour devenir plus contradictoire, c'est-à-dire pour ouvrir la porte aux débats pendant la phase d'enquête. En premier lieu, les mis en examen ont eu le droit à un avocat en 1896, qui est présent pendant les interrogatoires et a accès au dossier. Récemment, les avocats ont eu le droit de faire des demandes d'investigations. Certaines décisions du juge d'instruction sont susceptibles d'appel : refus de procéder à des investigations, décisions de renvoi ou de non-lieu... L'appel est porté devant une formation spéciale de la cour d'appel, la chambre de l'instruction.
La mission du juge est d'instruire à charge et à décharge en vue de parvenir à la manifestation de la vérité (article 81 du Code de procédure pénale). Il doit rassembler des preuves afin de déterminer s'il existe des charges suffisantes contre un mis en examen. S'il estime qu'il existe suffisamment de preuves, il rend une ordonnance de renvoi devant le tribunal correctionnel ou une ordonnance de mise en accusation (pour saisir la cour d'assises). À défaut de charges suffisantes, il rend une ordonnance de non-lieu, qui met fin à la procédure.
Il joue le rôle de filtre, au même titre que le parquet, pour éviter de saisir le tribunal d'affaires « injugeables ». Le juge dispose de moyens d'enquêtes importants, juridiquement tout au moins, qui justifient qu'il soit saisi pour les affaires complexes ou graves.
Par rapport aux enquêteurs de police ou de gendarmerie, il présente plusieurs avantages : il est généralement plus qualifié, et connaît mieux la procédure, il sait aussi comment raisonnent les autres magistrats du siège et peut donc réunir un dossier où ils pourront puiser les réponses à leurs questions. Par ailleurs, le juge d'instruction est un juge indépendant, ce qui empêche que des enquêtes ne soient ralenties par des pressions extérieures. En effet, le juge d'instruction est indépendant de l'État depuis la séparation des pouvoirs. Dans un souci d'indépendance et d'impartialité, les fonctions entre le procureur de la République et le juge d'instruction ont été bien définies et séparées.

## Recours

### Modalités de la saisine
Les actes du juge d'instruction peuvent faire l'objet de deux types d'appels. Il existe tout d'abord une voie de l'appel dirigée contre les ordonnances qu'il émet, et une voie de requête en nullité. Dans les deux cas, la saisine est ouverte aux parties de la procédure : le ministère public, la personne poursuivie ou la victime si elle s'est constituée partie civile.
L'appel s'effectue auprès de la chambre d'instruction. Lorsqu'elle est saisie par la voie de l'appel (procédure classique), la saisine a un effet dévolutif, qui a pour effet de limiter l'examen de la chambre au point de droit contesté. La loi donne cependant à la chambre d'instruction un droit d'évocation qui lui permet, si elle le juge nécessaire, d'évoquer l'ensemble du dossier et non pas seulement le point de droit soumis par les parties.

### La chambre de l'instruction
La chambre de l'instruction était autrefois la chambre d'accusation. Son nom a changé depuis la loi du 15 juin 2000.
Présente dans chaque cour d'appel, la chambre de l'instruction a pour fonction de contrôler la décision que le juge d'instruction a prise en première instance. C'est une juridiction d'appel permettant aux parties d'avoir une appréciation à deux niveaux. Relevant de la cour d'appel, c'est une juridiction collégiale composée de trois magistrats : le président de la chambre de l'instruction et deux conseillers.
La chambre est une juridiction d'appel qui statue sur les décisions du juge d'instruction, sur les nullités invoquées contre les décisions du juge d'instruction et possède un pouvoir de révision de l'intégralité des décisions en matière criminelle. Elle est garante de la durée des procédures d'instruction. Elle s'assure du bon fonctionnement de l'instruction et vérifie que les procédures ne subissent aucun retard injustifié. En matière criminelle, la chambre peut user de son droit général de révision du dossier, droit n'intervenant que lorsque l'instruction est terminée.
La compétence de la chambre couvre le ressort de la cour d'appel dans laquelle elle est implantée.

## Tribunal maritime commercial
Lorsqu'un délit ou une contravention relève de la compétence du tribunal maritime commercial, l'instruction est de la compétence de l'administrateur des affaires maritimes ou du commissaire rapporteur (article 36 ter). Ces dispositions sont supprimées par la loi du 28 mai 2013.

## Formation et nomination
Le juge d'instruction est un magistrat spécialisé du siège de l'ordre judiciaire et plus particulièrement rattaché au  tribunal judiciaire. À ce titre, c'est l'École nationale de la magistrature (ENM) qui a la tâche de former les magistrats français.
L'auditeur de justice, c'est-à-dire l'élève magistrat à l'ENM, doit suivre une formation probatoire de 31 mois le préparant à toutes les fonctions (juge des enfants, juge civil, juge pénal, juge de l'application des peines, juge d'instruction) avant de pouvoir choisir pour sa première affectation et être nommé éventuellement juge d'instruction. Les postes de juge d'instruction sont peu nombreux en sortie d'école. Il en existe une dizaine sur une promotion de 300 auditeurs de justice et il est nécessaire d'être bien classé et d'avoir eu de bons résultats tout au long de la formation pour y prétendre.
Pour rentrer à l'ENM en tant qu'auditeur de justice, il faut être minimum titulaire d'un master 1 (premier concours).
La spécificité du métier de magistrat fait que ses membres peuvent demander à changer de fonction. Ainsi, par exemple, un juge des contentieux de la protection pourra demander à devenir juge d'instruction (et inversement), juge des enfants, ou passer au parquet… Dans le cas d'un changement de fonction, et si la nouvelle fonction n'a jamais été exercée avant, le magistrat devra suivre une formation théorique de transition dans les locaux parisiens de l'ENM.

## Démographie professionnelle
En 2017, qu'importe les tranches d'âge, la fonction de juge d'instruction ne semble pas touchée par la sexualisation.
Toujours en 2017, sur un total de 8 313 magistrats de l'ordre judiciaire, on dénombre 564 juges d'instruction, soit 6,8 % des effectifs.